# Тодерица (Брашов)
Тодерица (рум. Toderița) насеље је у Румунији у округу Брашов у општини Мандра. Oпштина се налази на надморској висини од 480 m.

## Становништво
Према подацима из 2002. године у насељу је живело 323 становника, од којих су сви румунске националности.